# Il fantasma baciatore
Il fantasma baciatore è il decimo album di inediti del cantautore italiano Marco Ongaro.

## Descrizione
Decimo disco del cantautore che arriva a due anni di distanza dal precedente Voce. Ha una prevalente impostazione rock negli arrangiamenti di Pepe Gasparini. Le parole di Ongaro: "Alcune sembrano canzoni d’amore, invece sparano. Si presentano come confetti per una cerimonia ma poi sono pastiglie implosive. Nel confezionarle, maneggiandole con la giusta cura, ho badato che la nitroglicerina non rimanesse troppo stabile. Ho sostituito i dubbi e le esitazioni creative con dei risoluti “Perché no?”".
Negli undici brani del disco qualche firma esterna si mescola alla firma di Ongaro, in particolare nelle tre traduzioni che costituiscono il nucleo centrale dell’album: Comprensione per il diavolo, da Sympathy for the devil  di M. Jagger/K. Richards, La canzone dello straniero, da Stranger song di Leonard Cohen, accompagnata nel disco dalla chitarra di Max Manfredi, e Romeo e Giulietta da Romeo and Juliet di Mark Knopfler. Al testo di quest’ultima ha collaborato anche Michele Gelmini, mentre il poeta Nicola Saccomani ha unito le sue impronte  digitali a quelle del cantautore nel testo di Star Trek. Certe donne si amano e Non le importa preparano la strada a Menelao e Paride, in cui il tema omerico viene riconsiderato, come già era stato per Elena nell’album precedente, in una prospettiva che delinea il mito nella quotidianità. Irriconoscibile al mattino raccoglie la sfida di nuove parole per la canzone d’amore.
La traccia 6 Comprensione per il diavolo è una traduzione di Marco Ongaro di Sympathy for the Devil di Mick Jagger e Keith Richards del 1968 inserito nell'album dei Rolling Stones Beggars Banquet.
La traccia 7 La canzone dello straniero è una traduzione di Marco Ongaro di The Stranger Song di Leonard Cohen inserito nell'album Songs of Leonard Cohen del 1967.
La traccia 8 Romeo e Giulietta è una traduzione di Romeo and Juliet  dei Dire Straits apparsa la prima volta nell'ambum Making Movies del 1980 scritta da Mark Knopfler.

## Tracce
Il fantasma baciatore:
Testi e musiche di Marco Ongaro.
1. Certe donne si amano – 3:02
2. Non le importa – 3:03
3. Menelao – 4:11
4. Paride – 3:51
5. Irriconoscibile al mattino – 2:54
6. Comprensione per il diavolo – 5:54 (testo: Marco Ongaro da M. Jagger/K. Richards – musica: M. Jagger/K. Richards)
7. La canzone dello straniero – 4:37 (testo: Mark Knopfler - Traduzione di M. Ongaro e M. Gelmini – musica: Mark Knopfler)
8. Romeo e Giulietta – 5:10
9. Il fantasma baciatore – 4:08
10. Ciascuno ha il proprio festival – 3:28
11. Star Trek – 3:22 (testo: Marco Ongaro e Nicola Saccomani – musica: Marco Ongaro)

## Formazione
- Marco Ongaro - voce
- Fabio Basile - chitarra elettrica
- Giovanni Franceschini - batteria
- Pepe Gasparini - basso elettrico
- Cristina Guardini - vocalist
- Cristian Montagnani - chitarra elettrica e acustica
- Daniele Rotunno - tastiere

Musicisti ospiti
- Roby Ceruti - chitarre elettriche in Comprensione per il diavolo
- Max Manfredi - chitarra classica in La canzone dello straniero
- Marco Pasetto - clarinetto basso in Star Trek

Arragiamenti Pepe Gasparini